# دوروثي والتون
دوروثي والتون (بالإنجليزية: Dorothy Walton)‏‏ (7 أغسطس 1909 في سويفت كورنت - 17 أكتوبر 1981 في تورونتو) لاعبة كرة الريشة من كندا.

## التعليم
تعلمت دوروثي والتون في:
- جامعة ساسكاتشوان